# Lasse Graagaard
Lasse Læbel Graagaard (født 4. april 1995) er en dansk fodbolddommer, der siden 2022/2023-sæsonen har dømt i den danske Superliga. Før oprykningen til Superligaen var han dommer i 1. og 2. division.
Lasse Læbel Graagaard havde sin debut som Superligadommer den 19. marts 2023 i kampen mellem  Lyngby Boldklub og AC Horsens.